# Чоли Йеши Нгодуб
Чоли Йеши Нгодуб (1851—1917) — последний Друк Дези (светский правитель) Бутанского государства в 1903 — 1907 годах под английским протекторатом. После прихода к власти династии Вангчуков и установления монархии в 1907 году он отошел от управления государством, а титул Друк Дези был упразднен.